# Eleições no Território Federal do Amapá em 1966
As eleições no território federal do Amapá em 1966 ocorreram em 15 de novembro como parte das eleições gerais em 22 estados e nos territórios federais de Rondônia e Roraima. Neste caso, a Constituição de 1946 fixou um deputado federal para representar cada um dos territórios federais então existentes.

## Resultado da eleição para deputado federal
Conforme o Tribunal Superior Eleitoral, foram apurados 11.323 votos nominais (96,62%), 93 votos em branco (0,79%) e 303 votos nulos (2,59%), resultando no comparecimento de 11.719 eleitores. Nos territórios federais representados por um deputado federal, será observado o princípio do voto majoritário.

### Chapa da ARENA 2
| Candidatos a deputado federal em 1966 | Partido | Votação | Percentual | Cidade onde nasceu | Unidade federativa | Observações |
| Janary Nunes                          | ARENA   | 5.957   | 52,61%     | Alenquer           | Pará               | [ 5 ]       |
| Dalton Lima                           | ARENA   | -       | -          | São Luís           | Maranhão           | [ 6 ]       |
| Fontes:                               |         |         |            |                    |                    |             |

### Chapa da ARENA 1
| Candidatos a deputado federal em 1966 | Partido | Votação | Percentual | Cidade onde nasceu | Unidade federativa | Observações |
| Alfredo de Oliveira                   | ARENA   | 5.366   | 47,39%     |                    |                    |             |
| João Lourenço da Silva                | ARENA   | -       | -          |                    |                    |             |
| Fontes:                               |         |         |            |                    |                    |             |